# Brenner Autobahn
De Oostenrijkse Brenner Autobahn (A13) loopt vanaf Innsbruck tot aan de Brennerpas waarna de snelweg Italië bereikt.
Vanaf Innsbruck-Süd moet er tol worden betaald. De tolpoortjes bevinden zich bij iedere afrit en op de snelweg bij Schönberg. De tol voor een auto bedraagt € 10,50. Vrachtwagens betalen met de GO-Box, een geautomatiseerd tolsysteem. De tolkosten gelden tot aan de Italiaanse grens. Ook in Italië moet tol worden betaald op de aansluitende A22.
De belangrijkste brug van de Brenner Autobahn, is de Europabrücke. Deze brug is de hoogste brug boven zeeniveau van heel Europa. De pilaren zijn wel minder hoog dan die van het Viaduct van Millau in Frankrijk.
Bij de Brennerpas vormt de A13 de hoogste autosnelweg van de Alpen. De Spaanse A-1 bij de Somosierrapas is nog hoger.
Autobahnen: A1 · A2 · A3 · A4 · A5 · A6 · A7 · A8 · A9 · A10 · A11 · A12 · A13 · A14 · A21 · A22 · A23 · A24 · A25 · A26
Schnellstraßen: S1 · S2 · S3 · S4 · S5 · S6 · S7 · S8 · S10 · S16 · S18 · S31 · S33 · S34 · S35 · S36 · S37